# 隠密行動用戦闘装着セット

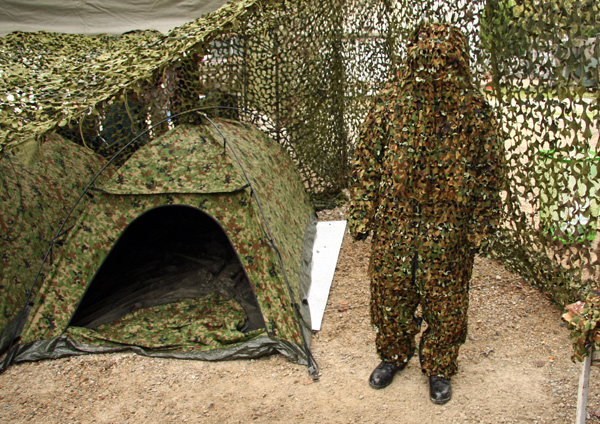
隠密行動用戦闘装着セット構成品の「２人用天幕」及び携帯偽装網

隠密行動用戦闘装着セット（おんみつこうどうようせんとうそうちゃくセット）は、陸上自衛隊の狙撃・偵察要員等が使用する装備一式を指す。

## 概要
2002年（平成14年）の対人狙撃銃の配備後、隠密行動や潜入等で使用する天幕やギリースーツなどの機材を一式にしたものとして採用された。主な配備部隊は普通科部隊の狙撃班や情報小隊、偵察隊に配備されている。
主要構成品である2人天幕は生地を迷彩服2型と同様の迷彩柄としている点以外は民生品のテントの構造をほぼそのまま採用しており、軽量・コンパクトかつ短時間で設置ができる。携帯調理具においても民生品をそのまま採用するなど近年の自衛隊装備に見られる民生品の積極活用が行われている。

## 構成品
- 2人用天幕（2セットにつき1個）

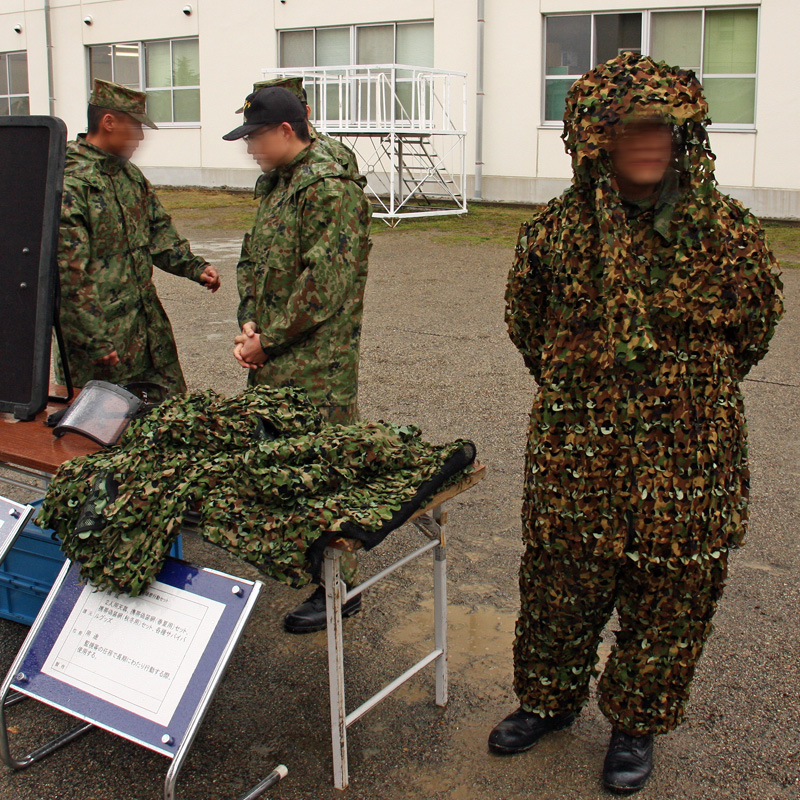
隠密行動用戦闘装着セット構成品の一部である携帯偽装網（ギリースーツ）。隊員が装着しているものが秋冬用。机の上の物が春夏用。

- 携帯偽装網（ギリースーツ。春夏用と秋冬用がある）
- 水のう（ハイドレーション）
- 水のう覆3型
- 仮眠シート（透湿防水・保温加工されたポンチョ）
- 緊急信号セット
- 携帯浄水具
- 携帯採暖具
- 携帯調理具（登山等で使用する民生品の携帯ガスバーナーがそのまま採用されている）